# Cantó de Lanjac
El cantó de Lanjac és un cantó francès del departament de l'Alt Loira, situat al districte de Briude. Té 11 municipis i el cap és Lanjac.

## Municipis
- Chanteuges
- Charraix
- Lanjac
- Mazeyrat-d'Allier
- Pébrac
- Prades
- Saint-Arcons-d'Allier
- Saint-Bérain
- Saint-Julien-des-Chazes
- Siaugues-Sainte-Marie
- Vissac-Auteyrac

## Història
| Data d'elecció                           | Identitat        | Partit        | Qualitat |
| ---------------------------------------- | ---------------- | ------------- | -------- |
| 1964-1976                                | M. Durand        | RI            |          |
| 1976-1994                                | Guy Vissac       | RPR           |          |
| 1994-2001                                | Michel Merle     | Divers droite |          |
| 2001-2008                                | Pierre Bernardon | Divers gauche |          |
| 2008-                                    | Guy Vissac       | UMP           |          |
| les dades anteriors no són pas conegudes |                  |               |          |
|                                          |                  |               |          |